# فریدالله
فریدالله (انگلیسی: Fareed Ullah؛ زادهٔ ۱ ژانویهٔ ۲۰۰۱) بازیکن فوتبال اهل پاکستان است.
وی همچنین در تیم‌های ملی فوتبال زیر ۲۳ سال پاکستان و پاکستان بازی کرده است.